# Centro (Mesquita)
Centro é um bairro do município brasileiro de Mesquita, no estado do Rio de Janeiro.
Localiza-se na região central de Mesquita, fazendo limites com os bairros Alto Uruguai, Coreia, Santa Teresinha, Édson Passos, Vila Emil, Juscelino e Cruzeiro do Sul, além de pertencer ao 1º Distrito (Mesquita) do município.
No Centro estão localizadas a prefeitura do município e a maioria do comércio da região.